# بودو (مدينة)
بودو (بالنرويجية: Bodø‏) وهي مدينة في النرويج و هي مركز مقاطعة نورلان، تطل هذه المدينة على المحيط المتجمد الشمالي وتعتبر ثاني أكبر مدينة في شمال النرويج، حيث يبلغ عدد سكان هذه المدينة 49400 ألف نسمة. تضم المدينة أحد فروع الحرم الجامعي لجامعة نورد.

## المناخ
يظهر الجدول التالي التغييرات المناخية على مدار السنة لبودو:
| البيانات المناخية لـبودو          | البيانات المناخية لـبودو | البيانات المناخية لـبودو | البيانات المناخية لـبودو | البيانات المناخية لـبودو | البيانات المناخية لـبودو | البيانات المناخية لـبودو | البيانات المناخية لـبودو | البيانات المناخية لـبودو | البيانات المناخية لـبودو | البيانات المناخية لـبودو | البيانات المناخية لـبودو | البيانات المناخية لـبودو | البيانات المناخية لـبودو |
| الشهر                             | يناير                    | فبراير                   | مارس                     | أبريل                    | مايو                     | يونيو                    | يوليو                    | أغسطس                    | سبتمبر                   | أكتوبر                   | نوفمبر                   | ديسمبر                   | المعدل السنوي            |
| --------------------------------- | ------------------------ | ------------------------ | ------------------------ | ------------------------ | ------------------------ | ------------------------ | ------------------------ | ------------------------ | ------------------------ | ------------------------ | ------------------------ | ------------------------ | ------------------------ |
| الدرجة القصوى °م (°ف)             | 11.8 (53.2)              | 9.6 (49.3)               | 11.6 (52.9)              | 17.4 (63.3)              | 24.5 (76.1)              | 28.8 (83.8)              | 30.4 (86.7)              | 28.2 (82.8)              | 24.3 (75.7)              | 18.8 (65.8)              | 16.2 (61.2)              | 10.1 (50.2)              | 30.4 (86.7)              |
| متوسط درجة الحرارة الكبرى °م (°ف) | 1.2 (34.2)               | 0.9 (33.6)               | 2.2 (36.0)               | 5.7 (42.3)               | 10.2 (50.4)              | 13.4 (56.1)              | 16.2 (61.2)              | 15.7 (60.3)              | 12.2 (54.0)              | 7.6 (45.7)               | 3.9 (39.0)               | 2.0 (35.6)               | 7.6 (45.7)               |
| المتوسط اليومي °م (°ف)            | −1.1 (30.0)              | −1.3 (29.7)              | −0.1 (31.8)              | 3.2 (37.8)               | 7.4 (45.3)               | 10.6 (51.1)              | 13.3 (55.9)              | 12.9 (55.2)              | 9.7 (49.5)               | 5.6 (42.1)               | 1.8 (35.2)               | −0.2 (31.6)              | 5.2 (41.4)               |
| متوسط درجة الحرارة الصغرى °م (°ف) | −3.4 (25.9)              | −3.6 (25.5)              | −2.4 (27.7)              | 0.6 (33.1)               | 4.5 (40.1)               | 7.7 (45.9)               | 10.3 (50.5)              | 10.0 (50.0)              | 7.2 (45.0)               | 3.4 (38.1)               | −0.3 (31.5)              | −2.5 (27.5)              | 2.6 (36.7)               |
| أدنى درجة حرارة °م (°ف)           | −17.1 (1.2)              | −18.5 (−1.3)             | −15.6 (3.9)              | −10.3 (13.5)             | −3.9 (25.0)              | −1.2 (29.8)              | 2.8 (37.0)               | 1.7 (35.1)               | −2.8 (27.0)              | −8.2 (17.2)              | −12 (10)                 | −16.7 (1.9)              | −18.5 (−1.3)             |
| الهطول مم (إنش)                   | 99.3 (3.91)              | 72.7 (2.86)              | 66.8 (2.63)              | 62.0 (2.44)              | 62.7 (2.47)              | 59.3 (2.33)              | 77.7 (3.06)              | 88.8 (3.50)              | 127.6 (5.02)             | 136.8 (5.39)             | 107.0 (4.21)             | 110.8 (4.36)             | 1٬070٫9 (42.16)          |
| متوسط أيام هطول الأمطار           | 15.6                     | 13.7                     | 11.7                     | 11.5                     | 11.4                     | 10.8                     | 11.8                     | 12.5                     | 15.4                     | 17.6                     | 14.8                     | 16.5                     | 163.3                    |
| ساعات سطوع الشمس الشهرية          | 8.1                      | 43.0                     | 114.0                    | 158.7                    | 218.8                    | 220.7                    | 172.0                    | 166.5                    | 98.4                     | 54.3                     | 16.3                     | 0.4                      | 1٬271٫2                  |
| المصدر #1:                        |                          |                          |                          |                          |                          |                          |                          |                          |                          |                          |                          |                          |                          |
| المصدر #2:                        |                          |                          |                          |                          |                          |                          |                          |                          |                          |                          |                          |                          |                          |

## توأمة
لبودو (مدينة) اتفاقيات توأمة مع كل من:
- فيبورغ
- بلدية يونشوبينغ

## أعلام
- بورغ لوند
- أورجان بيرغ
- أوقست جنسن
- ألبرت ماريوس جاكوبسن
- جون إرنست بيرغ
- هارالد بيرغ
- اندريس كونرادسين